# Jean-Claude Bajeux
Jean-Claude Bajeux, né le 17 septembre 1931 à Port-au-Prince (Haïti) et mort le 5 août 2011 dans la même ville, est un professeur spécialiste de la littérature antillaise, linguiste, universitaire, bibliothécaire, militant des droits de l'homme, ministre et écrivain haïtien.

## Biographie

### Formation  et Jeunesse
Jean-Claude Bajeux a fait ses études secondaires au Petit Séminaire Collège Saint-Martial de Port-au-Prince. Il poursuit des études supérieures de philosophie à l'université de Bordeaux et de théologie avec les membres de la Congrégation du Saint-Esprit. Il entre dans les ordres religieux et devient prêtre catholique et jésuite.
En 1956, Jean-Claude Bajeux s'installe au Cameroun, où il a enseigné la philosophie et fut également rédacteur en chef d'un magazine pro-indépendant. Le Cameroun devint indépendant en 1960. En 1961, Jean-Claude Bajeux retourna à Port-au-Prince et commença à enseigner la philosophie au Petit Séminaire Collège Saint-Martial. Il a également dirigé la revue Rond-Point et fut bibliothécaire d'une bibliothèque destinée aux enfants spécialisée dans la littérature jeunesse.
En 1964, le dictateur d'Haïti François Duvalier expulsa l'ordre des jésuites du pays. Jean-Claude Bajeux demanda à ses confrères de signer une lettre de protestation, mais son évêque le dénonça au gouvernement et Duvalier le fit expulser d'Haïti. Il s'installa à Saint-Domingue, en République dominicaine, où il a commencé son ministère auprès des exilés haïtiens. La même année, la milice para-militaire de Duvalier, les Tontons macoutes, enlevèrent la mère de Jean-Claude Bajeux, ainsi que ses deux sœurs et deux de ses frères de la maison familiale au milieu de la nuit. Ils sont tous morts quelques jours plus tard dans les geôles de la prison de Fort Dimanche. 
En 1965, il se rendit au Mexique à Cuernavaca où il entreprit des recherches sur l'histoire de l'Amérique latine.
En 1967, il est devenu professeur de littérature comparée et de littérature antillaise à l'université de Porto Rico à San Juan, poste qu'il a occupé jusqu'en 1992.
En 1977, il a obtenu un doctorat en langues romanes et littératures de l'université de Princeton, sa thèse présentait la Poésie des Caraïbes noir. Sa femme, Sylvie Bajeux, est une diplômée de 1979 l'université de Princeton. 
Au cours de ses années d'exil, Jean-Claude Bajeux est resté un militant actif luttant pour les droits de l'homme à Haïti. Il établit un rapport-enquête sur l'assassinat des 13 militants du mouvement anti-dictatorial Jeune Haïti, survenu en 1964.
En 1979, il fonda le Centre œcuménique des droits de l'homme à Saint-Domingue. Il soutint l'action politique de Leslie Manigat contre la dictature des Duvalier.
En 1986, après le départ en exil du dictateur Jean-Claude Duvalier, fils de François Duvalier, Jean-Claude Bajeux retourna à Haïti. Arrêté il est libéré et s'occupa de récupérer la demeure familiale attribuée aux Tontons macoutes après l'enlèvement et l'assassinat des membres de sa famille. Il a adhéré au parti KONAKOM, un parti politique socialiste modérée, jusqu'à en devenir une figure centrale en 1989. Il participa à l'élaboration de la Constitution d'Haïti de 1987.
Jean-Claude Bajeux organisa des manifestations contre le régime militaire d'Henri Namphy et contre le retour de Williams Régala et Roger Lafontant en Haïti, anciens ministres de l'Intérieur sous les Duvalier. Jean-Claude Bajeux est devenu un partisan du mouvement pro-démocratique de Jean-Bertrand Aristide. Aristide élu en 1990, fut contraint à l'exil après un coup d'État militaire l'année suivante. Au début Jean-Claude Bajeux resta à Haïti, continuant son plaidoyer en faveur des droits de l'homme et la traduction de la première Constitution bilingue (français haïtien-créole haïtien) de son pays. 
En Octobre 1993, des hommes armés d'un commando de la mort, ont attaqué sa maison, molesté les employés de maison pour savoir où il était. Jean-Claude Bajeux accusa le FRAPH (Front Révolutionnaire Armé pour le progrès d'Haïti), parti d'extrême droite de vouloir l'assassiner. Il s'enfuit, avec sa femme, aux États-Unis. 
En octobre 1994, le président Aristide revint au pouvoir au moyen de l'Opération Uphold Democracy et Jean-Claude Bajeux fut nommé ministre de la Culture de 1994 à 1996. 
En 1997, Jean-Claude Bajeux publia un recueil de poèmes Textures ; en 1999, une anthologie bilingue (français et le créole) de la littérature créole Mosochwazi Pawol Ki Ekri An Kreyol Ayisyen, Anthologie de la Littérature créole haitienne. Il édita d'autres ouvrages comme Antilia retrouvée : Claude McKay, Luis Palès Matos, Aimé Césaire, poètes noirs antillais en 1992. 
En 2002, il a reçu le Prix des droits de l'homme de la République française. En 2009, le Président René Préval l'a nommé président de la commission de révision de la Constitution. 
Jean-Claude Bajeux est décédé le 5 août 2011 dans sa maison de Port-au-Prince d'un cancer du poumon. Sa femme, Sylvie Bajeux, a repris la direction du Centre œcuménique des droits de l'homme que son mari assumait depuis qu'il l'avait créé.

## Vie Privée
Il est l'époux de Sylvie Bajeux.